# Daïra d'Ain Kihal
La daïra d'Ain Kihal est une circonscription administrative algérienne située dans la wilaya d'Aïn Témouchent et la région d'Oranie. Son chef-lieu est situé sur la commune éponyme de Ain Kihal.

## Communes
La daïra regroupe les quatre communes d'Aïn Kihal, Aghlal, Aïn Tolba et Aoubellil.